# Campionato europeo di baseball 1962
Il campionato europeo di baseball 1958 è stato la settima edizione del campionato continentale. Si svolse ad Amsterdam, nei Paesi Bassi, fra il 21 e il 29 luglio 1962, e fu vinto dalla squadra di casa, alla sua quinta affermazione consecutiva in ambito europeo.

## Squadre partecipanti
- Belgio
- Francia
- Germania Ovest
- Italia

- Paesi Bassi
- Spagna
- Svezia

## Risultati

### Preliminari
Gruppo A
|    | Team        | V - P | Pf - Ps | %     |
| -- | ----------- | ----- | ------- | ----- |
| 1. | Paesi Bassi | 3 - 0 | 41 - 3  | 1.000 |
| 3. | Spagna      | 2 - 1 | 38 - 13 | 0.667 |
| 2. | Francia     | 1 - 2 | 21 - 51 | 0.333 |
| 4. | Svezia      | 0 - 3 | 11 - 44 | 0.000 |

| Amsterdam luglio 1962 | Spagna | 20 – 6 | Francia |  |

| Amsterdam luglio 1962 | Spagna | 2 – 7 | Paesi Bassi |  |

| Amsterdam luglio 1962 | Spagna | 16 – 0 | Svezia |  |

| Amsterdam luglio 1962 | Francia | 1 – 20 | Paesi Bassi |  |

| Amsterdam luglio 1962 | Francia | 14 – 11 | Svezia |  |

| Amsterdam luglio 1962 | Paesi Bassi | 14 – 0 | Svezia |  |

Gruppo B
|    | Team           | V - P | Pf - Ps | %     |
| -- | -------------- | ----- | ------- | ----- |
| 1. | Italia         | 2 - 0 | 31 - 1  | 1.000 |
| 2. | Belgio         | 1 - 1 | 14 - 18 | 0.500 |
| 3. | Germania Ovest | 0 - 2 | 3 - 29  | 0.333 |

| Amsterdam luglio 1962 | Belgio | 13 – 3 | Germania Ovest |  |

| Amsterdam luglio 1962 | Belgio | 1 – 5 | Italia |  |

| Amsterdam luglio 1962 | Germania Ovest | 0 – 16 | Italia |  |

### Girone 5º-7º posto
| Amsterdam 28 luglio 1962 | Francia | 0 – 9 | Germania Ovest |  |

| Amsterdam 29 luglio 1962 | Svezia | 5 – 11 | Germania Ovest |  |

### Girone Finale
| Amsterdam 27 luglio 1962 | Belgio | 8 – 11 | Spagna |  |

| Amsterdam 28 luglio 1962 | Belgio | 2 – 8 | Paesi Bassi |  |

| Amsterdam 28 luglio 1962 | Spagna | 0 – 8 | Italia |  |

| Amsterdam 29 luglio 1962 | Italia | 4 – 9 | Paesi Bassi |  |

## Classifica finale
| Campione d'Europa | Campione d'Europa | Campione d'Europa |
| ----------------- | ----------------- | ----------------- |
| Paesi Bassi       |                   |                   |
| Argento           | Italia            |                   |
| Bronzo            | Spagna            |                   |
| 4.                | Belgio            |                   |
| 5.                | Germania Ovest    |                   |
| 6.                | Francia           |                   |
| 7.                | Svezia            |                   |